# بوجراش
 بوجراش.  بالفارسية  بوجراش  قرية صغيرة تتبع بلدة شيبكوه (بالفارسية: بخش شيبكوه ) من توابع مدينة لنجة وتقع في محافظة هرمزگان في جنوب إيران. تقع هذه القرية على بعد 9 كيلومترات غرب قرية نخل خلفان.

## حدود قرية بوجراش
حدود قرية بوجراش، من الشمال: امیران، ومن الجنوب قرية عرمکي، ومن الغرب قرية نخل جمال، ومن جهة الشرق تنتهي بقرية نخل خلفان على بعد كيلومترات.

## السكان
يبلغ عدد سكان هذه القرية حسب تعداد السكان لعام 2024 للميلاد، (250) نسمه من أهل السنة والجماعة وعلى المذهب الشافعي. يتكلمون العربية، يوجد بالقرية مسجد، ومدرسة، وعيادة صحية صغيرة، وبركتان لحفظ مياه الأمطار، يمتهنون بتربية المواشي والزراعة. كذلك بها أراضي خصبة لزراعة البرو الشعير